# Alexandr Mountbatten, 1. markýz z Carisbrooku
Alexandr Albert Mountbatten, 1. markýz z Carisbrooku (rodným jménem princ Alexander Albert z Battenbergu; 23. listopadu 1886 – 23. února 1960) byl důstojník britského královského námořnictva, člen hesenské knížecí rodiny Battenbergů a poslední žijící vnuk královny Viktorie.

## Původ

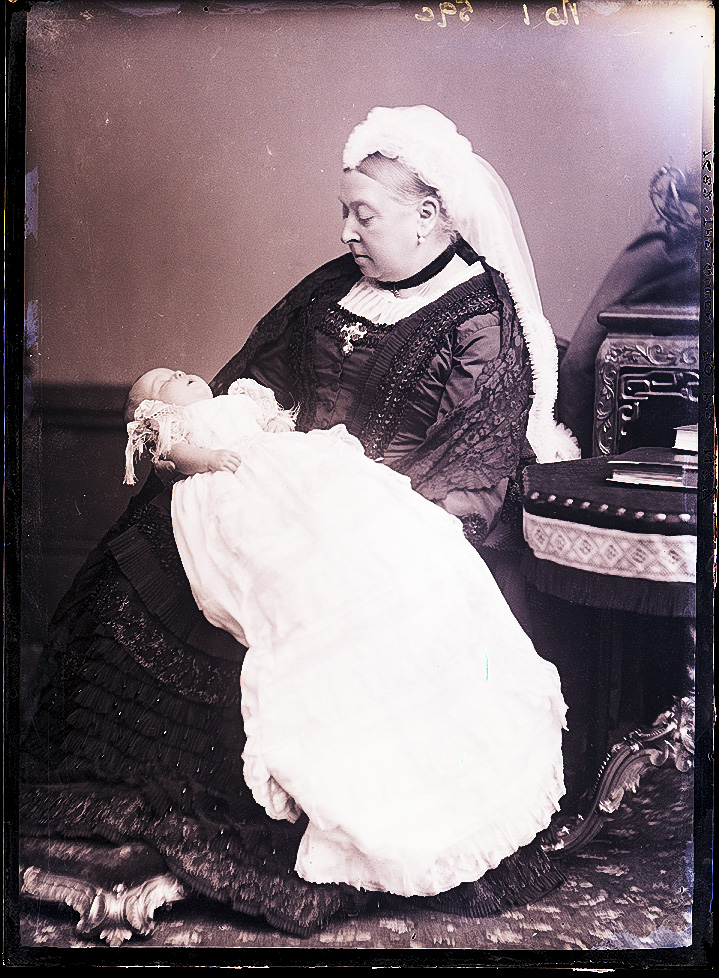
Princ Alexandr z Battenbergu v náručí své babičky, královny Viktorie, 1886

Princ Alexandr se narodil v roce 1886 na hradě Windsor v hrabství Berkshire a získal vzdělání na Wellington College a na Britannia Royal Naval College. Jeho otcem byl princ Jindřich z Battenbergu, syn prince Alexandra Hesenského a Julie von Hauke. Jeho matkou byla britská princezna Beatrix, pátá dcera a nejmladší dítě královny Viktorie a prince Alberta.
Princ Jindřich z Battenbergu pocházel z morganatického manželství a titul princ z Battenbergu převzal po své matce Julii von Hauke, která byla sama jmenována princeznou z Battenbergu. Alexander byl při svém narození stylizován jako Jeho Jasnost princ Alexandr z Battenbergu, protože dítě z morganatického manželství nemá nárok na status „velkovévodské výsosti“. Tři týdny po svém narození, 13. prosince 1886, byl však na základě královského dekretu vydaného jeho babičkou královnou Viktorií stylizován jako Jeho Výsost.
Pokřtěn byl 18. prosince 1886 v Bílém salonku na hradě Windsor. Jeho kmotry byli královna Viktorie (jeho babička z matčiny strany), princ Alexandr Hesenský (jeho dědeček z otcovy strany), princ z Walesu (jeho strýc z matčiny strany), princ Alexandr z Battenbergu (jeho strýc z otcovy strany) a princezna Irena Hesenská (jeho sestřenice z matčiny strany a sestřenice z druhého kolena z otcovy strany).
Princ Alexandr byl švagrem španělského krále Alfonse XIII., který se v roce 1906 oženil s Alexandrovou sestrou, princeznou Viktorií Evženií.

## Vojenská služba a vyznamenání

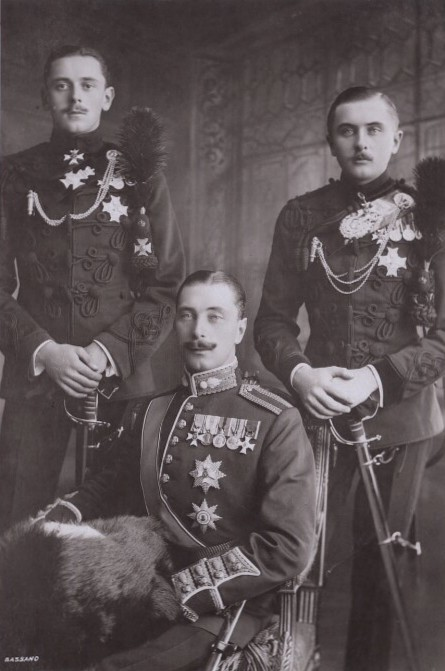
Princ Alexandr z Battenbergu (uprostřed) s jeho bratry, princem Mauricem (vlevo) a princem Leopoldem (vpravo), 1914

V březnu 1902 složil princ Alexandr kvalifikační zkoušku na kadeta Královského námořnictva a následně 8. května 1902 nastoupil na výcvikovou loď HMS Britannia v Dartmouthu. V letech 1902–1908 sloužil u Královského námořnictva a v roce 1910 se stal jedním z prvních členů The Castaways' Club, exkluzivního jídelního klubu pro námořní důstojníky, kteří rezignovali ještě jako mladí, ale chtěli udržovat kontakty se svou bývalou službou. Členy klubu se následně stalo i několik jeho Mountbattenových bratranců, včetně jeho příbuzných markýze z Milford Havenu a vévody z Edinburghu. Dne 11. července 1908 mu byl udělen Velkokříž Hesenského záslužného řádu Filipa Velkomyslného.
V roce 1909 vstoupil do britské armády a 4. srpna 1909 byl jmenován podporučíkem (ve zkušební době) u Grenadier Guards a 15. srpna 1913 byl povýšen na poručíka. 10. dubna 1915 byl přidělen ke štábu jako mimořádný pobočník a téhož roku povýšen na kapitána.
Během druhé světové války, přestože mu bylo kolem padesáti let, vstoupil do Královského letectva a 6. června 1941 byl jmenován zastupujícím pilotním důstojníkem a 6. srpna 1942 byl povýšen na leteckého důstojníka. Během války byl štábním důstojníkem přiděleným vrchnímu leteckému maršálovi siru Traffordovi Leigh-Mallorymu. 21. května 1945 se vzdal svého pověření, ponechal si hodnost leteckého poručíka.

## Markýz z Carisbrooku
Protiněmecká nálada ve společnosti během první světové války vedly Jiřího V. v červenci 1917 ke změně názvu královského rodu z rodu Sasko-Kobursko-Gothajského na rod Windsorský. Jménem svých různých příbuzných, kteří byli britskými poddanými, se také vzdal používání všech německých titulů.
Rodina Battenbergů se vzdala titulů princ a princezna z Battenbergu a stylů Výsost a Jasnost. Na základě královského příkazu místo toho přijali příjmení Mountbatten, což je anglikanizovaná podoba příjmení Battenberg. Princ Alexandr se tak stal sirem Alexandrem Mountbattenem. 7. listopadu 1917 byl jmenován markýzem z Carisbrooke, hrabětem z Berkhamstedu a vikomtem z Launcestonu.

## Manželství
Dne 19. července 1917 se v královské kapli St James's Palace oženil s lady Irene Denisonovou (4. července 1890 – 16. července 1956), jedinou dcerou 2. hraběte z Londesborough a lady Grace Adelaide Faneové.
Lord a lady Carisbrookeovi měli jedno dítě, dceru:
- Iris Mountbattenová (13. ledna 1920 – 1. září 1982).

## Pozdější kariéra
Lord Carisbrooke, který nedostával žádný státní příspěvek, se stal prvním členem britské královské rodiny, který pracoval v komerčním sektoru. Svou kariéru zahájil jako řadový úředník v kancelářích bankéřské společnosti Lazard Brothers. Později pracoval pro společnost, která dohlížela na bytové domy, a zanedlouho převzal kontrolu nad sociální prací pro nájemníky. Později se stal ředitelem společnosti Lever Brothers a několika dalších významných korporací.

## Smrt
Lord Carisbrooke zemřel v roce 1960 ve věku 73 let v Kensingtonském paláci a jeho popel byl pohřben v Battenbergově kapli v kostele sv. Mildredy ve Whippinghamu na ostrově Wight. Titul markýze z Carisbrooku po jeho smrti zanikl.

## Vývod z předků
|                      |                                      |  |                                      |                                      |  |  |  |  |  |  |  | Ludvík I. Hesensko-Darmstadtský |
|                      |                                      |  |                                      |                                      |  |  |  |  |  |  |  |                                 |
|                      | Ludvík II. Hesenský                  |  |                                      |                                      |  |  |  |  |  |  |  |                                 |
|                      |                                      |  |                                      |                                      |  |  |  |  |  |  |  |                                 |
|                      |                                      |  |                                      | Luisa Hesensko-Darmstadtská          |  |  |  |  |  |  |  |                                 |
|                      |                                      |  |                                      |                                      |  |  |  |  |  |  |  |                                 |
|                      | Alexandr Hesensko-Darmstadtský       |  |                                      |                                      |  |  |  |  |  |  |  |                                 |
|                      |                                      |  |                                      |                                      |  |  |  |  |  |  |  |                                 |
|                      |                                      |  |                                      | Karel Ludvík Bádenský                |  |  |  |  |  |  |  |                                 |
|                      |                                      |  |                                      |                                      |  |  |  |  |  |  |  |                                 |
|                      | Vilemína Luisa Bádenská              |  |                                      |                                      |  |  |  |  |  |  |  |                                 |
|                      |                                      |  |                                      |                                      |  |  |  |  |  |  |  |                                 |
|                      |                                      |  |                                      | Amálie Hesensko-Darmstadtská         |  |  |  |  |  |  |  |                                 |
|                      |                                      |  |                                      |                                      |  |  |  |  |  |  |  |                                 |
|                      | Jindřich z Battenbergu               |  |                                      |                                      |  |  |  |  |  |  |  |                                 |
|                      |                                      |  |                                      |                                      |  |  |  |  |  |  |  |                                 |
|                      |                                      |  |                                      | Friedrich Karel Emanuel Hauke        |  |  |  |  |  |  |  |                                 |
|                      |                                      |  |                                      |                                      |  |  |  |  |  |  |  |                                 |
|                      | Jan Mořic Hauke                      |  |                                      |                                      |  |  |  |  |  |  |  |                                 |
|                      |                                      |  |                                      |                                      |  |  |  |  |  |  |  |                                 |
|                      |                                      |  |                                      | Marie Salomé Schweppenhäuser         |  |  |  |  |  |  |  |                                 |
|                      |                                      |  |                                      |                                      |  |  |  |  |  |  |  |                                 |
|                      | Julie von Hauke                      |  |                                      |                                      |  |  |  |  |  |  |  |                                 |
|                      |                                      |  |                                      |                                      |  |  |  |  |  |  |  |                                 |
|                      |                                      |  |                                      | František Leopold Lafontaine         |  |  |  |  |  |  |  |                                 |
|                      |                                      |  |                                      |                                      |  |  |  |  |  |  |  |                                 |
|                      | Žofie Lafontaine                     |  |                                      |                                      |  |  |  |  |  |  |  |                                 |
|                      |                                      |  |                                      |                                      |  |  |  |  |  |  |  |                                 |
|                      |                                      |  |                                      | Marie Terezie Kornély                |  |  |  |  |  |  |  |                                 |
|                      |                                      |  |                                      |                                      |  |  |  |  |  |  |  |                                 |
| Alexandr Mountbatten |                                      |  |                                      |                                      |  |  |  |  |  |  |  |                                 |
|                      |                                      |  |                                      |                                      |  |  |  |  |  |  |  |                                 |
|                      |                                      |  | František Sasko-Kobursko-Saalfeldský |                                      |  |  |  |  |  |  |  |                                 |
|                      |                                      |  |                                      |                                      |  |  |  |  |  |  |  |                                 |
|                      | Arnošt I. Sasko-Kobursko-Saalfeldský |  |                                      |                                      |  |  |  |  |  |  |  |                                 |
|                      |                                      |  |                                      |                                      |  |  |  |  |  |  |  |                                 |
|                      |                                      |  |                                      | Augusta Reuss Ebersdorf              |  |  |  |  |  |  |  |                                 |
|                      |                                      |  |                                      |                                      |  |  |  |  |  |  |  |                                 |
|                      | Albert Sasko-Kobursko-Gothajský      |  |                                      |                                      |  |  |  |  |  |  |  |                                 |
|                      |                                      |  |                                      |                                      |  |  |  |  |  |  |  |                                 |
|                      |                                      |  |                                      | Augustus Sasko-Gothajsko-Altenburský |  |  |  |  |  |  |  |                                 |
|                      |                                      |  |                                      |                                      |  |  |  |  |  |  |  |                                 |
|                      | Luisa Sasko-Gothajsko-Altenburská    |  |                                      |                                      |  |  |  |  |  |  |  |                                 |
|                      |                                      |  |                                      |                                      |  |  |  |  |  |  |  |                                 |
|                      |                                      |  |                                      | Luisa Šarlota Meklenbursko-Zvěřínská |  |  |  |  |  |  |  |                                 |
|                      |                                      |  |                                      |                                      |  |  |  |  |  |  |  |                                 |
|                      | Beatrix Sasko-Koburská               |  |                                      |                                      |  |  |  |  |  |  |  |                                 |
|                      |                                      |  |                                      |                                      |  |  |  |  |  |  |  |                                 |
|                      |                                      |  |                                      | Jiří III.                            |  |  |  |  |  |  |  |                                 |
|                      |                                      |  |                                      |                                      |  |  |  |  |  |  |  |                                 |
|                      | Eduard August Hannoverský            |  |                                      |                                      |  |  |  |  |  |  |  |                                 |
|                      |                                      |  |                                      |                                      |  |  |  |  |  |  |  |                                 |
|                      |                                      |  |                                      | Šarlota Meklenbursko-Střelická       |  |  |  |  |  |  |  |                                 |
|                      |                                      |  |                                      |                                      |  |  |  |  |  |  |  |                                 |
|                      | královna Viktorie                    |  |                                      |                                      |  |  |  |  |  |  |  |                                 |
|                      |                                      |  |                                      |                                      |  |  |  |  |  |  |  |                                 |
|                      |                                      |  |                                      | František Sasko-Kobursko-Saalfeldský |  |  |  |  |  |  |  |                                 |
|                      |                                      |  |                                      |                                      |  |  |  |  |  |  |  |                                 |
|                      | Viktorie Sasko-Kobursko-Saalfeldská  |  |                                      |                                      |  |  |  |  |  |  |  |                                 |
|                      |                                      |  |                                      |                                      |  |  |  |  |  |  |  |                                 |
|                      |                                      |  |                                      | Augusta Reuss Ebersdorf              |  |  |  |  |  |  |  |                                 |
|                      |                                      |  |                                      |                                      |  |  |  |  |  |  |  |                                 |